# صموئيل أبوت غرين
صموئيل أبوت غرين (بالإنجليزية: Samuel Abbott Green)‏ هو مؤرخ وسياسي أمريكي، ولد في 16 مارس 1830 في غروتون في الولايات المتحدة، وتوفي في 5 ديسمبر 1919. انتخب عمدة بوسطن ‏.